# Gran Telescopio Canarias
Pour les articles homonymes, voir GTC.
Le Gran Telescopio Canarias (GTC, « Grand Télescope des îles Canaries »), appelé quelquefois GranTeCan, est un télescope de 10,4 mètres de diamètre situé à l'observatoire du Roque de los Muchachos, à 2 396 mètres d’altitude, sur l'île de La Palma. Il est à ce jour (2024), le plus grand télescope optique du monde.
Le GTC est mis en service le 13 juillet 2007 et produit ses premières données scientifiques en juin 2009. Le 24 juillet 2009, il est inauguré par le roi et la reine d’Espagne. Son miroir principal, conçu et réalisé par REOSC est entièrement piloté par un système d'optique active, est composé de 36 sections de vitrocéramiques hexagonales mesurant 1,9 m de large chacune, de 8 cm d’épaisseur et pesant 470 kg. Poli avec une précision de 15 nanomètres, il fournit des images d’une résolution proche de celles prises en orbite par le télescope spatial Hubble. La surface totale de son miroir est de 75,7 m2.
Fruit de vingt années d’études, et d’un coût de 130 millions d’euros, le projet GTC est issu d’une collaboration entre plusieurs institutions espagnoles (90 %), le Mexique, l'université de Floride (États-Unis), l'Institut d'astrophysique des Canaries (IAC) et le Fonds européen de développement régional de l’Union européenne. La répartition de la disponibilité du temps d'utilisation du télescope respecte sa structure financière : 90 % à l'Espagne, 5 % au Mexique et 5 % à l'université de Floride.
Ses premiers instruments sont OSIRIS, CanariCam et ELMER.

## Voir également